# Coraliomela quadrimaculata
Coraliomela quadrimaculata (лат.) — вид жуков-листоедов из подсемейства щитоносок.

## Распространение
Встречаются от Атлантического леса в Бразилии до джунглей Паранаенсе в Аргентине, достигая города Конкордия (провинция Энтре-Риос). Живет и питается жук на нескольких видах пальм, используемых в декоративных посадках во многих городах мира.

## Питание
Дефолиирующий эктофитофаг, питающийся на листьях различных видов пальм. Переваривают паренхиму, создавая продольные разрезы, в основном на листовых пластинках.

## Хозяйственное значение
Наносит повреждения следующим сельскохозяйственным и декоративным видам пальм: вашингтония крепкая, сабаль малый, сабаль пальмовидный, сиагрус Румянцева, финик канарский, финик Робелена, финиковая пальма, хамеропс, Butia capitata, Butia yatay, Rhapis excelsa, Trachicarpus fortunei.

## Размножение и развитие
Личинки Coraliomela quadrimaculata малоподвижны, питаются нежными листьями почек, где оказываются скрыты от хищников (общая особенность с рядом других видов рода Coraliomela). Характерная форма тела личинок, широкая и сплюснутая, облегчает доступ к базальным частям листьев. Окукливание личинки происходит в пазухе листа. Жизненный цикл завершается примерно за 260 дней, пищевые предпочтения этого вида определяются самкой при откладывании яиц.